# سونو کیونگ-سون
سونو کیونگ-سون (انگلیسی: Sonu Kyong-sun؛ زادهٔ ۲۸ سپتامبر ۱۹۸۳) بازیکن فوتبال زن اهل کره شمالی بود.
وی همچنین در تیم ملی فوتبال زنان کره شمالی بازی کرده است.